# HONEY VOICE
『HONEY VOICE』（ハニー・ボイス）は、おーはしるいによる日本の4コマ漫画作品。

## 概要
2003年の『まんがライフオリジナル5月1日増刊 学園パラダイス♥』（竹書房）に、第1話を発表。後、同社の雑誌『まんがライフMOMO』（月刊）にて創刊号（2003年8月号）から2007年6月号まで連載された。
タイトルロゴのデザインでは『HONEY♪VOICE』と、八分音符が入る。なお、『まんがライフMOMO』2006年8月号よりすべて大文字のタイトルに改題しており、それ以前は『Honey Voice』と小文字まじりで、かつタイトルロゴにも音符（♪）が入らない。
主人公・副主人公のセリフに他のキャラと異なるフォントを用いることで、キャラの声質の違いを表現するという斬新な手法を用いたことが特徴。

## あらすじ
志葉県立さくら高校新入生・一条うららは、ひょんなことから放送部に入部、校内放送を通して「声美少女伝説」を作ってゆくことになる。

## 主な登場人物
一条うらら（いちじょう うらら）
1年生。本作の主人公。スポーツ万能で活動的な（悪く言えばサルのような）少女で、遅刻しそうになれば学校の塀くらい乗り越えてしまう（そしてダミー（後述）にパンツを見られる）。
一方、そんな自分のキャラクターに似合わないソプラノの可愛い声（言わばアニメ声）の持ち主であることにコンプレックスを抱いている。また、他の人も面識の無いうちは、うららが喋ったときにそれがうららの声だとは気づいてくれない。
ダミーにからかわれることが多く、その度に激しく反発する。
高倉直樹（たかくら なおき）
2年生。あだ名は「ダミー」。本名で呼ばれることはまずない。黙っていれば美少年だが、あだ名のとおり酷いダミ声かつ大声の持ち主。自分ではそのことに無自覚であるため、人迷惑なことに放送部員をやっている。
普段は放送機材を壊すほどでもないが、カラオケのしすぎで喉を潰すなどして声の破壊力が増すと、ジャ○○ン級になる。
「声だけは可愛いから」と言って、うららを放送部に勧誘した（一度断られた）。入部後はうららをしょっちゅうからかっている。
御池えり（おいけ えり）
1年生。うららの親友にして幼馴染み。ミーハーな動機から、うららを連れて放送部に入部。気ままな言動が多い。
設定上の下の名前は平仮名表記だが、作中で呼ばれるときは通常「エリちゃん」と片仮名表記される。
烏丸礼子（からすま れいこ）
3年生。放送部副部長。容姿端麗、頭脳明晰。異性にも同性にもモテる。
部活動に関してはスパルタ主義であり、発声練習等に加えて運動部並の体力作り（ランニング、腹筋運動、その他諸々）を部員に強いる。
堀川正男（ほりかわ まさお）
3年生。放送部部長。存在感が極めて薄く、うららとエリは入部後数日間、彼が部室にいる事に気付かなかった。食には一家言あり、薀蓄を垂れては鬱陶しがられる。
烏丸に片想いしている。おーはし作品のメガネ君キャラの例に漏れずヘタレ。
北大路（きたおおじ）
3年生。生徒会長で、小柄なメガネっ娘。髪型はおでこ出しのお河童。背が低いことを気にしている。
今宮（後述）を密かに（周りにはバレバレであるが）憎からず想っており、かつて今宮を振ったことのある烏丸を、そして烏丸が率いる放送部を嫌っている。そのため放送部には何かと嫌がらせをしてくる。
作者によれば「烏丸と正反対の造形に設定したまでであり、萌えを狙った訳ではない」とのこと。
今宮（いまみや）
2年生。生徒会副会長で、クールな腹黒少年。放送部を（と言うよりダミー個人を）嫌うことにかけては北大路を上回る。異性の好みはダミーと共通する。
北大路の気持ちには気付いており、それを利用して操ったり振り回したりしている節がある。
なお、登場キャラの名字は全て京都市内の通りの名前が付けられている。

## 書誌情報
- 単行本（竹書房バンブーコミックスより全2巻）
  1. 第1巻（2006年7月27日初刷発行、同年6月27日発売） ISBN 978-4-8124-6478-6
  2. 第2巻（2007年7月27日初刷発行、同年6月27日発売） ISBN 978-4-8124-6704-6